# 米歇尔·德勃雷
米歇尔·德勃雷（Michel Debré，1912年1月15日—1996年8月2日），法国政治人物，被誉为法国现行宪法之父。曾任法兰西第五共和国首任总理。
德勃雷出身于法国影响力很大的德布雷家族。支持戴高乐主义。1960年下令派遣对外情报和反间谍局特工在瑞士日内瓦将喀麦隆反殖民领袖费利克斯·罗兰·穆米埃暗杀。